# ARLA
ARLA (Agente Redutor Liquido de Óxido de Nitrogênio Automotivo, também conhecido como AdBlue) é um reagente composto por 32,5% de ureia de alta pureza em água desmineralizada, transparente, não inflamável e não tóxico, utilizado juntamente com o sistema de Redução Catalítica Seletiva (SCR) para reduzir quimicamente a emissão de óxido de nitrogênio nos gases de escape dos veículos movidos a diesel. O reagente não é um combustível, nem aditivo de combustível e por isso é classificado como um produto de categoria de risco mínimo no transporte de fluidos.
O abastecimento do produto é feito de forma semelhante ao diesel, onde o consumo médio é de 5% do consumo de diesel. Pode-se afirmar portanto que serão utilizados cerca de 5 litros de ARLA 32 para cada 100 litros de diesel.